# Williams (Kalifornia)
Williams – miasto w Stanach Zjednoczonych, w stanie Kalifornia, w hrabstwie Colusa.